# Pseudophoxinus fahrettini
Pseudophoxinus fahrettini är en fiskart som beskrevs av Jörg Freyhof och Özulug 2010. Pseudophoxinus fahrettini ingår i släktet Pseudophoxinus och familjen karpfiskar. Inga underarter finns listade i Catalogue of Life.